# Harald Brelid
Harald Brelid, född 18 mars 1960 i Mariestad, tekn.dr och forskare vid institutionen för kemiteknik vid Chalmers tekniska högskola. Projektledare i forskning om så kallad flisnjure.